# Richard Mulligan
Richard Mulligan (Bronx, 13 de novembre de 1932 – Los Angeles, 26 de setembre de 2000) va ser un actor de personatges nord-americà conegut pels seus papers a les comèdies Soap (1977 – 1981) i Empty Nest (1988 – 1995). Mulligan va ser el guanyador de dos premis Emmy (1980 i 1989) i un Globus d'Or (1989). Mulligan era el germà petit del director de cinema Robert Mulligan.

## Primers anys de vida i carrera
Mulligan va néixer el 13 de novembre de 1932 a la ciutat de Nova York. Va servir a la Marina a principis de la dècada de 1950 durant la Guerra de Corea i més tard va estudiar per convertir-se en dramaturg a la Universitat de Colúmbia. Després de la universitat, va començar a treballar al teatre, fent el seu debut com a director d'escena i intèrpret a Broadway a All the Way Home el 1960. Altres crèdits teatrals inclouen A Thousand Clowns, Never Too Late, Hogan's Goat i Thieves.
Mulligan va fer una breu aparició sense acreditar a la pel·lícula de 1963 Love with the Proper Stranger, que va ser dirigida pel seu germà gran. Va protagonitzar amb Mariette Hartley la sèrie de comèdia de la temporada 1966–67 The Hero, en la qual va interpretar l'estrella de televisió Sam Garrett. Garrett havia protagonitzat una sèrie de ficció com Jed Clayton, mariscal dels EUA. The Hero va durar 16 episodis. Una altra aparició notable a la televisió va ser a l'episodi "Around the World in 80 Blinks" de I Dream of Jeannie, com a comandant de la marina que acompanyava el major Nelson (Larry Hagman) en una missió. També va aparèixer a l'episodi de la temporada 13 "Wonder" del programa Gunsmoke de Western TV.

## 1970 fins al final de la carrera
El paper cinematogràfic més notable de Mulligan va ser el del general George Armstrong Custer a Petit gran home, a qui va retratar al límit de la psicosi. També va aparèixer a la parodia de pel·lícula de desastres, The Big Bus (1976), on es va reunir amb Larry Hagman de I Dream of Jeannie, i a la pel·lícula de 1966 The Group, en què va interpretar a Dick Brown, artista amic de Harold (Hagman) a Nova York. El 1975, va protagonitzar una adaptació radiofònica de "La caixa oblonga" d'Edgar Allan Poe escoltada al CBS Radio Mystery Theatre.

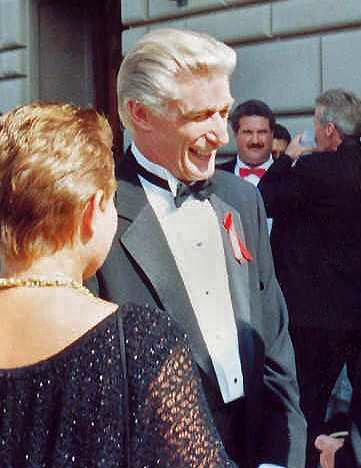
Mulligan als premis Emmy de 1991

Els papers més coneguts de Mulligan a la televisió van ser com Burt Campbell a la comèdia Soap (1977–81), per la qual va guanyar un premi Emmy al millor actor, i com el Dr. Harry Weston a la sèrie de la NBC Empty Nest, una sèrie derivada de The Golden Girls en què el seu personatge havia aparegut en un parell d'episodis. Empty Nest va funcionar durant set temporades i Mulligan va guanyar un premi Emmy al millor actor i un Globus d'Or per la seva actuació. També va interpretar el secretari d'estat William Seward a Lincoln (1988), una pel·lícula de televisió basada en la novel·la de Gore Vidal.
Mulligan va tornar per actuar a Broadway i en pel·lícules, en les quals normalment interpretava papers secundaris. Una excepció notable va ser la comèdia negra S.O.B. (1981), en què va interpretar un personatge principal, Felix Farmer, un productor i director de Hollywood basat en el productor i director real de la pel·lícula, Blake Edwards. La pel·lícula va ser protagonitzada per Julie Andrews i William Holden, i també va comptar amb Larry Hagman. Mulligan va interpretar a Reggie Potter a la sèrie de televisió Reggie (1983). Amb una durada de només sis episodis, va ser una adaptació lliure de la popular sèrie de la BBC The Fall and Rise of Reginald Perrin. A la pel·lícula de 1984 Teachers, va interpretar a un excèntric professor d'història de secundària (que en una escena ensenya la batalla de Little Bighorn, una vegada més vestit de general Custer).
El 1985, va aparèixer com a convidat a l'episodi de Dimensió desconeguda "Night of the Meek", on va assumir el paper d' Henry Corwin, un Santa Claus alcohòlic de grans magatzems que es converteix en l'article genuí, en el remake de l'episodi de Nadal de 1959 "The Night of the Meek", el personatge que Art Carney havia interpretat a la versió original. L'any següent, va aparèixer en un altre episodi de la sèrie, "The Toys of Caliban".
Mulligan va prestar la seva veu a la pel·lícula d'animació de Disney de 1988, Oliver & Company, com el gran danés maldestre anomenat Einstein. La seva darrera actuació va ser una veu en off a Hey Arnold! l'any 2000 com a veu de Jimmy Kafka, l'antic amic de l'avi d'Arnold esmentat, però mai vist.

## Matrimonis
Mulligan es va casar quatre vegades. Ho va fer per primera vegada amb Patricia Jones entre 1955 i 1960, amb qui va tenir un fill, James. A continuació, es van casar amb Joan Hackett del 3 de gener de 1966 al juny de 1973 i Lenore Stevens del 1978 al 1990. El seu darrer matrimoni va ser amb l'actriu de cinema porno Rachel Ryan el 27 d'abril de 1992, que només va durar fins a principis de 1993.

## Mort
El 26 de setembre de 2000, Mulligan va morir de càncer colorectal a la seva casa de Los Angeles. Tenia 67 anys. A petició seva, les seves restes van ser incinerades i no hi va haver servei funerari. A Mulligan li van sobreviure el seu fill James Mulligan del seu primer matrimoni i dos germans, Robert i James.

## Reconeixement
El 1989, Mulligan va guanyar tant el premi Emmy com el Globus d'Or al millor actor principal en una sèrie de comèdia per interpretar el doctor Harry Weston a Empty Nest (1988 – 1995). El 30 de setembre de 1993, va rebre una estrella al Passeig de la Fama de Hollywood pel seu treball a la indústria de la televisió, situat a 6777 Hollywood Boulevard.

## Filmografia

### Pel·lícules
| Any  | Títol                                                | Role                           | Notes                  |
| ---- | ---------------------------------------------------- | ------------------------------ | ---------------------- |
| 1962 | 40 Pounds of Trouble                                 | Bellhop                        | Sense acreditar        |
| 1963 | Love with the Proper Stranger                        | Louie                          | Sense acreditar        |
| 1964 | One Potato, Two Potato                               | Joe Cullen                     |                        |
| 1966 | Un grup de dones                                     | Dick Brown                     |                        |
| 1969 | The Undefeated                                       | Dan Morse                      |                        |
| 1970 | Petit gran home                                      | George Armstrong Custer        |                        |
| 1971 | A Change in the Wind                                 |                                |                        |
| 1972 | Irish Whiskey Rebellion                              | Paul Lachaise- Alcoholic Actor |                        |
| 1972 | Harvey                                               | Dr. Lyman Sanderson            | Telefilm               |
| 1973 | From the Mixed-Up Files of Mrs. Basil E. Frankweiler | Mr. Kincaid                    |                        |
| 1974 | Visit to a Chief's Son                               | Robert                         |                        |
| 1976 | The Big Bus                                          | Claude Crane                   |                        |
| 1978 | Having Babies III                                    | Jim Wexler                     | Telefilm               |
| 1979 | Deixalles valuoses                                   | Marvin Dummitz                 |                        |
| 1981 | S.O.B.                                               | Felix Farmer                   |                        |
| 1982 | Darrere la pista de la Pantera Rosa                  | Pare de Clouseau               |                        |
| 1983 | Malibu                                               | Charlie Wigham                 | Telefilm               |
| 1984 | Jealousy                                             | Merrill Forsyth                | Telefilm               |
| 1984 | Meatballs Part II                                    | Coach Giddy                    |                        |
| 1984 | Teachers                                             | Herbert Gower                  |                        |
| 1984 | Micki i Maude                                        | Leo Brody                      |                        |
| 1985 | Doin' Time                                           | Mongo Mitchell                 |                        |
| 1985 | Un noi celestial                                     | Rafferty                       |                        |
| 1986 | Embolica que fa fort                                 | Wayne 'Turnip' Parragella      |                        |
| 1986 | Babes in Toyland                                     | Barnie / Barnaby Barnicle      | Telefilm               |
| 1988 | Lincoln                                              | William H. Seward              | Minisèrie de televisió |
| 1988 | Oliver i companyia                                   | Einstein                       | Veu original           |
| 1996 | London Suite                                         | Dennis Cummings                | Telefilm               |
| 1997 | Dog's Best Friend                                    | Fred                           | Telefilm               |

### Televisió
| Any       | Títol                       | Paper                    | Notes |
| --------- | --------------------------- | ------------------------ | --- |
| 1962      | The Defenders               | Lt. Summers              | Episodi: "The Empty Chute" |
| 1963      | Car 54, Where Are You?      | Patrolman                | Episodi: "The Curse of the Snitkins" |
| 1963      | Route 66                    | County Prosecutor        | Episodi: "Shadows of an Afternoon" |
| 1966–1967 | The Hero                    | Sam Garret               | 16 episodis |
| 1967      | The Rat Patrol              | Major Lansing            | Episodi: "Take Me to Your Leader Raid" |
| 1967      | Mannix                      | Dr. Bob Adams            | Episodi: "Beyond the Shadow of a Dream" |
| 1967      | Gunsmoke                    | Jud Pryor                | Episodi: "Wonder" |
| 1969      | I Dream of Jeannie          | Wingate                  | Episodi: "Around the World in 80 Blinks" |
| 1970      | The Most Deadly Game        | Jordan                   | Episodi: "Witches' Sabbath" |
| 1971      | Love, American Style        | George                   | Episodi: "Love and the Jury" |
| 1971      | Police Surgeon              | Kramer                   | Episodi: "A Taste of Sun" |
| 1971      | Bonanza                     | Dr. Mark Sloan           | Episodi: "Don't Cry, My Son" |
| 1971      | Bonanza                     | Farley                   | Episodi: "Kingdom of Fear" |
| 1971      | The Partridge Family        | Dr. Jim Lucas            | Episodi: "Why Did the Music Stop?" |
| 1972      | Circle of Fear              | Tom                      | Episodi: "House of Evil" |
| 1973      | Diana                       | Jeff Harmon              | 2 episodis |
| 1973      | The Partridge Family        | Mr. Lipton               | Episodi: "The Diplomat" |
| 1975      | Medical Story               | Dr. Ted Freeland         | Episodi: "The Right to Die" |
| 1975      | Matt Helm                   | Jack Harte               | Episodi: "Dead Men Talk" |
| 1976      | Little House on the Prairie | Granville Whipple        | Episodi: "Soldier's Return" |
| 1976      | Switch                      | Andy Rowen               | Episodi: "The Argonaut Special" |
| 1976      | Els àngels de Charlie       | Kevin St. Clair          | Episodi: "Night of the Strangler" |
| 1976      | Spencer's Pilots            | Babcock                  | Episodi: "The Matchbook" |
| 1976      | The McLean Stevenson Show   | Lloyd                    | Episodi: "Oldie But Goodie" |
| 1976      | Gibbsville                  | Ben                      | Episodi: "Saturday Night" |
| 1977      | Hunter                      | Dr. Harter               | Episodi: "Mirror Image" |
| 1977      | Kingston: Confidential      | Harlan Scott             | Episodi: "Triple Exposure" |
| 1977      | Dog and Cat                 | Brother Saul             | Episodi: "Brother Death" |
| 1977      | The Love Boat               | Ron Larsen               | Episodi: "Ex Plus Y" |
| 1977–1981 | Soap                        | Burt Campbell            | 82 episodis (tots) Primetime Emmy al millor actor en sèrie còmica Nominat—Primetime Emmy al millor actor en sèrie còmica |
| 1978      | The Love Boat               | Mark Littlejohn          | Episodi: "Where Is It Written?" |
| 1979      | $weepstake$                 | Dewey                    | Episodi: "Dewey and Harold and Sarah and Maggie" |
| 1983      | Reggie                      | Reggie Potter            | 6 episodis |
| 1985-1986 | The Twilight Zone           | Henry Corwin, Ernie Ross | 2 Episodis: "Night of the Meek", "The Toys of Caliban" |
| 1986      | Highway to Heaven           | Jeb Basinger             | Episodi: "Basinger's New York" |
| 1988–1995 | Empty Nest                  | Dr. Harry Weston         | 170 episodis Globus d'Or al millor actor en sèrie de televisió musical o còmica Primetime Emmy al millor actor en sèrie còmica Nominat—Globus d'Or al millor actor en sèrie de televisió musical o còmica (1990–91) Nominat—Primetime Emmy al millor actor en sèrie còmica (1990–91) Nominat—Premi Viewers for Quality Television al millor actor en una sèrie còmica de Qualitat (1990–91) |
| 1988–1989 | The Golden Girls            | Dr. Harry Weston         | 3 episodis |
| 1991–1993 | Nurses                      | Dr. Harry Weston         | 4 episodis |
| 1995      | The John Larroquette Show   | Richard Hemingway        | Episodi: "An Odd Cup of Tea" |
| 1997      | The Angry Beavers           | Old Gramps               | Episodi: "Fish and Dips" |
| 2001      | Hey Arnold!                 | Jimmy Kafka              | Episodi: "Old Iron Man", (darrera aparició) |